# Torsten Bengtsson
Torsten Håkan Bengtsson, född 14 juni 1956 i Landskrona, är en svensk barn-/ungdoms-, fackboks- och läroboksförfattare och specialpedagog. Han har under många år arbetat med elever som har haft svårt att klara av sin skolgång.
Torsten Bengtsson debuterade med boken Bland hajar och andra äventyr 2002. Sedan debuten har han skrivit ett hundratal olika böcker. Flera av dem har blivit översatta till danska, arabiska och dari.
Åren 2013-2015 var Bengtsson läsambassadör för Jönköpings län på uppdrag av Länsbiblioteket i Jönköping.
År 2020 erhöll Torsten Bengtsson Landskronas stads kulturstipendium. Han är idag bosatt i Ålabodarna utanför Landskrona.
Sedan 2023 är Bengtsson invald i styrelsen för den svenska delen av IBBY, International Board on Books for Young People.

## Priser och utmärkelser
Flera böcker har varit nominerade i den årliga Bokjuryn där barn och ungdomar runt om i Sverige röstar fram årets bästa barn- och ungdomsböcker.  2005 kom boken "Mördare" på tredje plats men även "Bland hajar och andra äventyr" och "Döden dö" har blivit placerade. Under omröstningen 2014 kom boken "Ett regn av bomber" på topp tio-listan.
- Ungdomsboken Skuggan som försvann från Bokförlaget Opal vann Barnens romanpris i Karlstad 2017.[källa behövs]

- Ettårigt arbetsstipendium från Författarfonden[källa behövs]

- Tvåårigt arbetsstipendium från Författarfonden[källa behövs]

- Treårigt arbetsstipendium från Författarfonden [källa behövs]

- Författarnas kopieringsfond[källa behövs]
- Vistelsestipendium i Kavalla i Grekland 2019
- Läromedelsförfattarpriset Lärkan 2019
- Landskrona stad kulturstipendium 2020
- Läromedelsförfattarnas kopieringsstipendium 2024